# SStB – Chiapovano bis Javornik
Die Dampflokomotiven SStB – Chiapovano bis Javornik waren 26 Stütztenderlokomotiven der Südlichen Staatsbahn (SStB) Österreich-Ungarns nach Bauart Engerth.
Die 26 Lokomotiven wurden von der Wiener Neustädter Lokomotivfabrik 1856 und 1857 geliefert.
Alle Lokomotiven dieser Reihe kamen 1858 im Zuge der Privatisierung österreichischer Staatsbahnen zur Südbahngesellschaft, die sie als Reihe 21 (ab 1864 als Reihe 27) bezeichnete.
Alle Maschinen dieser Reihe wurden von 1871 bis 1884 in normale dreifach gekuppelte Lokomotiven mit Standardtendern umgebaut.
Immerhin 25 Stück kamen nach Italien, wo sie die FS als Reihe 197 einordneten.
Sie wurden von 1925 bis 1929 ausgemustert.